# Neuburgo do Kammel
Neuburgo do Kammel (em alemão: Neuburg an der Kammel) é um município da Alemanha, localizado no distrito de Günzburg, no estado de Baviera.